# The Replacements - Agenzia sostituzioni
The Replacements - Agenzia sostituzioni (The Replacements) è una serie animata di Disney Channel che ha visto la sua entrata in programmazione negli USA il 28 luglio 2006, mentre in Italia il 16 febbraio 2007 sempre su Disney Channel.

## Trama
La serie segue le avventure di due fratelli orfani chiamati Todd e Riley che vivono a Washington. Un giorno mentre stavano pulendo la loro casa in affidamento (come definito nella sigla), i ragazzi scoprono un giornaletto comico su cui è riportato il nome di una compagnia chiamato Fleemco. L'inserto dice che per soli $1.98 qualunque persona può avere libero accesso all'Agenzia Sostituzioni, ovvero persone che rimpiazziano altrettante persone nella propria vita. Così Todd e Riley chiedono due nuovi genitori dalla Fleemco. Loro padre è Dick Daring, un famoso stuntman, mentre la loro madre è l'Agente K, una spia britannica.

## Cast
- Monica Bertolotti - Todd Daring[2]
- Monica Vulcano - Riley Daring[2]
- Fabrizio Pucci - Dick Daring/Lode Stone[2]
- Giò-Giò Rapattoni - Agent K[2]
- Massimo Gentile - C.A.R.[2]
- Luciano De Ambrosis - Conrad Fleem, Shelton Klutzberry, Principal[2]
- Daniele Raffaeli - Davey[2]

## Crew
- Dan Santat - Creatore
- Jack Thomas - Produttore esecutivo
- Heather Martinez - Direttore
- Scott Peterson - Ideatore
- Darian Sahanaja - Musiche